# گرگ هالفورد
گرگ هالفورد (انگلیسی: Greg Halford؛ زادهٔ ۸ دسامبر ۱۹۸۴) یک بازیکن فوتبال اهل بریتانیا است.